# Niels Ackermann
Niels Ackermann, né le 6 avril 1987 à Genève, est un reporter-photographe documentaire suisse. Il est lauréat du Swiss Press Photo, photographe suisse de l’année et du Prix Rémi Ochlik de la  Ville de Perpignan.

## Biographie
Niels Ackermann naît le 6 avril 1987 à Genève.
Diplômé en sciences politiques de l'Université de Genève, il est photojournaliste pour la presse suisse et internationale depuis 2007. Il travaille sur l’Ukraine depuis 2009, et vit à Kiev entre 2015 et 2019.
Au cours de son séjour, il effectue un reportage au long cours sur la ville nouvelle de Slavoutytch, construite pour les travailleurs chargés de réhabiliter le site de Tchernobyl, puis il « fait le tour du pays pour photographier les restes de statues de Lénine déboulonnées au fil des révoltes». Il accompagne la présidente de la Confédération suisse Simonetta Sommaruga lors du premier voyage d'un président suisse en Ukraine du 20 au 23 juillet 2020.
Niels Ackermann vit à Genève. Il est marié à une Ukrainienne.
Il est l’un des membres fondateurs de l’agence photographique Lundi13 en 2015.
Ses reportages ont obtenu de nombreuses récompenses, dont le Swiss Press Photo Award du photographe suisse de l’année et le prix Rémi Ochlik de la ville de Perpignan au festival Visa pour l’Image.
Il a exposé dans les principaux festivals de photographie et lors d’expositions individuelles dans le monde. Ses reportages sont publiés notamment dans Le Temps, Le Monde, la Neue Zürcher Zeitung, The New York Times et Libération.

## Publications
- L’Ange Blanc, Les enfants de Tchernobyl sont devenus grands, Éditions Noir Sur Blanc, 2016, Lausanne,  (ISBN 978-2882504111)
- Looking for Lenin, par Niels Ackermann & Sébastien Gobert, Éditions Noir Sur Blanc, 2017, Lausanne,  (ISBN 978-2-88250-472-2) [7]
- Niels Ackermann et Sébastien Gobert (préf. Serhiy Jadan), New York, Ukraine, Lausanne, Éditions Noir Sur Blanc, 1021 (ISBN 978-2-88250-711-2)[10]

## Expositions
- 2016 : L’Ange blanc. Les enfants de Tchernobyl sont devenus grands, Visa pour l'Image, Perpignan[11]

- 2017 : Looking for Lenin, Cloître Saint-Trophime, Rencontres de la Photographiques d'Arles[12]
- 2018 : Classique ?, à l’occasion de centenaire de l’Orchestre de la Suisse romande, quai Wilson, Genève[13].

## Collections publiques
- Collection des Rencontres de la Photographie d'Arles
- Fotostiftung Schweiz, Winterthour
- Fondation British American Tobacco Switzerland, Boncourt
- Musée du Léman, Nyon
- Ville de Nyon
- Ville de Perpignan

## Récompenses
- 2010 : Swiss Press Award, 2e place catégorie News
- 2013 : Prix Globetrotter World Photo
- 2015 : Désigné par L’Hebdo comme un des « 100 personnalités qui font la Suisse romande »[6]
- 2015 : Premier prix BAT Prix Photo 2015 & Prix du public[14]
- 2015 : Prix Focale Ville de Nyon[14]
- 2016 : Swiss Press Photo catégorie étranger[14]
- 2016 : Swiss Press Photo, Photographe suisse de l'année [14]
- 2016 : Prix Rémi Ochlik Ville de Perpignan pour L’Ange blanc. Les enfants de Tchernobyl sont devenus grands[11]
- 2017 : PDN Award, catégorie reportage (Looking for Lenin)
- 2018 : Swiss Press Photo, premier prix, catégorie « Histoires Suisses » pour Opération Valmy
- 2018 : Swiss Press Photo, 3e place, catégorie « Étranger » pour Art. 51
- 2021 : Swiss Press Photo, 3e place, catégorie « International » pour New York - Ukraine[15]